# Aeroportul Boudghene Ben Ali Lotfi
Aeroportul Boudghene Ben Ali Lotfi (IATA: CBH, ICAO: DAOR) este un aeroport din Béchar, Districtul Béchar, Provincia Béchar, Algeria ce deservește zona Béchar. A fost numit după Benali Boudghène⁠(d).
Situat la o altitudine de 811 m, aeroportul dispune de o singură pistă.